# Stefan Jonsson (ishockeyspelare)
Stefan Jonsson, född 13 juni 1965 i Södertälje, är en svensk före detta ishockeyspelare. Åren 2007 till 2011 var han ordförande för Södertälje SK.

## Meriter
- 1985 - SM-guld med Södertälje SK
- 1986 - SM-silver med Södertälje SK
- 1993 - SM-silver med Luleå HF
- 1996 - SM-guld med Luleå HF
- 1997 - SM-silver med Luleå HF